# نيلس آرنه إغن
نيلس آرنه إغن (بالنرويجية البوكمول: Nils Arne Eggen)‏ هو لاعب كرة قدم ومدرب كرة قدم نرويجي، ولد في 17 سبتمبر 1941 في أوركدال في النرويج. شارك مع منتخب النرويج تحت 19 سنة لكرة القدم ومنتخب النرويج تحت 21 سنة لكرة القدم ومنتخب النرويج لكرة القدم. أما مع النوادي، فقد لعب مع نادي روسنبورغ ونادي فوليرينغا.

## وصلات خارجية
- نيلس آرنه إغن على موقع اتحاد النرويج (النرويجية)
- نيلس آرنه إغن على موقع قاعدة بيانات كرة القدم.إي يو (الإنجليزية)
- نيلس آرنه إغن على موقع ناشيونال فوتبول تيمز (الإنجليزية)
- نيلس آرنه إغن على موقع عالم كرة القدم.نت (الإنجليزية)
- نيلس آرنه إغن على موقع IMDb (الإنجليزية)